# Heteroacanthella variabilis
Heteroacanthella variabilis är en svampart som beskrevs av Oberw. & Langer 1990. Heteroacanthella variabilis ingår i släktet Heteroacanthella, ordningen Auriculariales, klassen Agaricomycetes, divisionen basidiesvampar och riket svampar.   Inga underarter finns listade i Catalogue of Life.